# Sexuell läggning och lagstiftning i Sverige
Sexuell läggning och lagstiftning i Sverige är det inom många samhällsområden förbjudet att diskriminera någon för dennes sexuella läggning. I lagen definieras det att det finns tre sexuella läggningar, vilka är heterosexualitet, bisexualitet och homosexualitet.
Också i internationell lagstiftning och internationella konventioner finns ett skydd mot diskriminering på grund av sexuell läggning. Europakonventionens artikel 8 ger rätt till skydd för privatlivet för alla medborgare och artikel 14 förbjuder diskriminering på grund av kön, ras, hudfärg, språk, religion, politisk eller annan åskådning, nationellt eller socialt ursprung, tillhörighet till nationell minoritet, förmögenhet, börd eller ställning i övrigt.
Europadomstolen för de mänskliga rättigheterna har i ett flertal domar slagit fast att diskrimineringsskyddet i artikel 8 i Europakonventionen omfattar också rätten att inte bli diskriminerad på grund av sexuell läggning när det gäller sådant som strafflagstiftning, viss familjerättslig lagstiftning eller anställning i offentlig sektor. Många stater som undertecknat konventionen går i sin lagstiftning mot diskriminering längre än Europakonventionen kräver och har ett generellt förbud mot diskriminering på grund av sexuell läggning. Andra stater som skrivit under Europakonventionen har däremot ett begränsat eller inget nationellt diskrimineringsskydd alls vad gäller sexuell läggning.
Europeiska unionens stadga om de grundläggande rättigheterna också med artikel 21 diskriminering på grund av sexuell läggning förbjuder.  
Sexuell läggning som begrepp förekommer också i en del länder, bland annat Sverige, inom andra skyddslagstiftningar som hetslagstiftningen och hatbrottslagstiftningen.
Skyddet mot diskriminering och hets omfattar inte sådant som fetischism eller BDSM, inte heller omfattar det läggningar som nekrofili eller pedofili vars utövande ofta är kriminaliserat. Däremot rekommenderar Europarådet att "sexual behaviour", sv. ungefär sexuellt beteende, ska vara en personuppgift som ska vara förbjudet att behandla i automatiska register inom polisväsendet och kriminalvården. I svensk rätt motsvaras det av förbudet enligt PUL att registrera personuppgifter som rör sexuallivet.